# Leucostoma simplex
Leucostoma simplex är en tvåvingeart som först beskrevs av Fallen 1820.  Leucostoma simplex ingår i släktet Leucostoma och familjen parasitflugor. Arten är reproducerande i Sverige. Inga underarter finns listade i Catalogue of Life.